# Sergiusz Sprudin

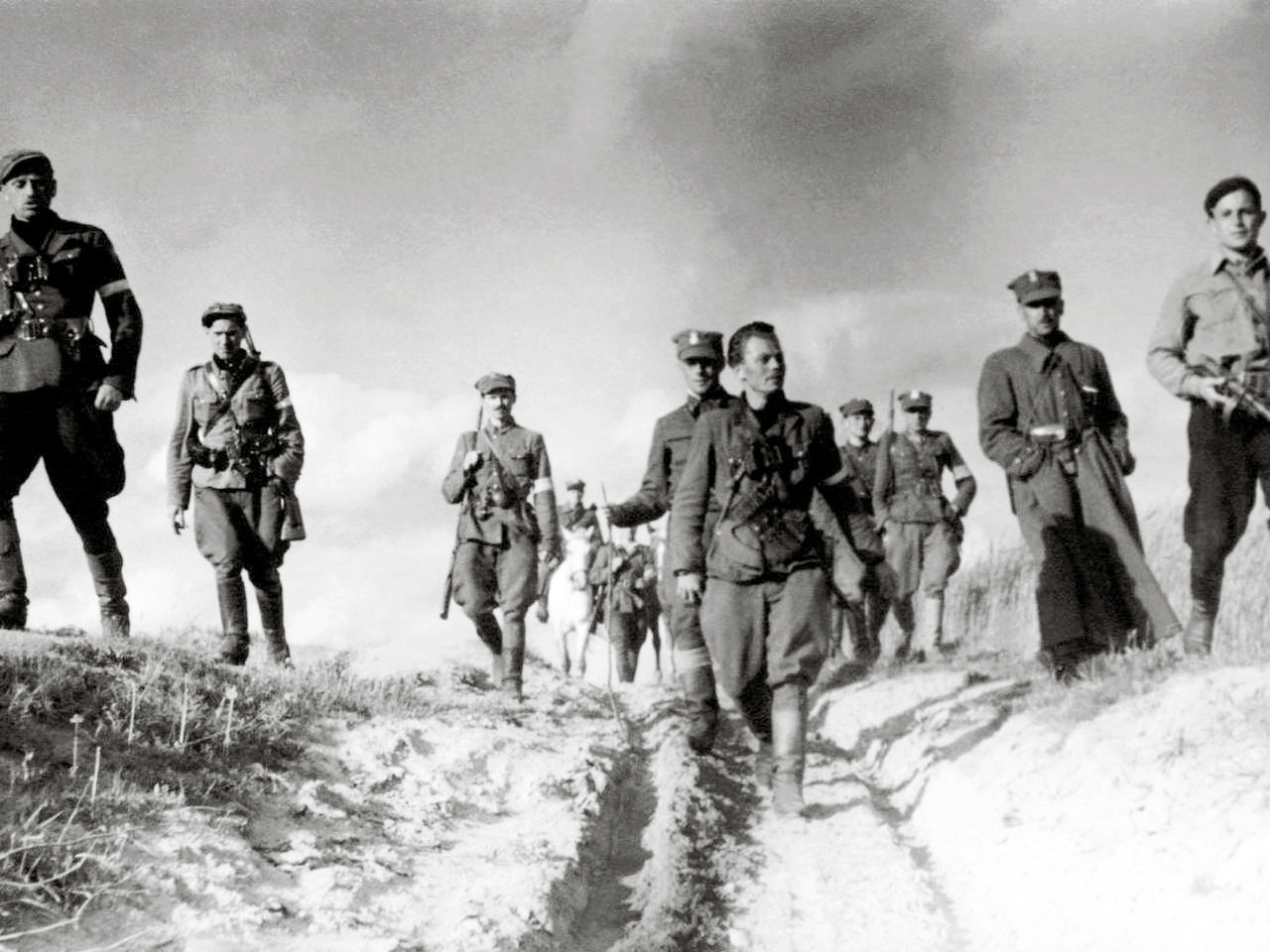
5 Wileńska Brygada Armii Krajowej w marszu. Od lewej: rtm. Zygmunt Szendzielarz - "Łupaszka", kapelan - ks. Aleksander Grabowski "Ksiądz Ignac" (piąty z lewej), dowódca 1 kompanii 5 Brygady - ppor. Wiktor Wiącek "Rakoczy" (szósty z lewej), por. Grabowski "Pancerny"(dziewiąty z lewej) i ppor. Sergiusz Sprudin - fotoreporter z Komendy Okręgu Wileńskiego AK

Sergiusz Sprudin (ur. 2 lutego 1913 w Straczy Małej na Wileńszczyźnie, zm. 2 stycznia 1996 w Warszawie) – operator filmowy, reżyser.
Odznaczony Krzyżem Kawalerskim Orderu Ordodzenia Polski oraz Orderem Sztandaru Pracy II klasy w 1954 Srebrnym Krzyżem Zasługi.

## Filmy
1975 Gdy wszystko było pierwsze (dokumentalny) 
1971 Kiermasy (fabularny) 
1969 Czekam w Monte-Carlo (fabularny)
1965 Tatarak (fabularny)
1961 Wariant R (dokumentalny)
1961 Hindukusz (dokumentalny)
1959 Taternicy (dokumentalny)
1958 Dezerter (fabularny) 
1958 Narciarze (dokumentalny) 
1958 Trochę słońca (dokumentalny) 
1956 Śląsk (dokumentalny) 
1956 Zielony i czarny Śląsk (dokumentalny) 
1955 Błękitny krzyż (fabularny) 
1954 Uczta Baltazara (fabularny) 
1954 Warszawa. Dokumenty walki, zniszczenia, odbudowy (dokumentalny) 
1952 Poemat symfoniczny 'Bajka' St. Moniuszki (dokumentalny) 
1951 Pokój zdobędzie świat (dokumentalny)